# Lajkovac
Lajkovac je malé město a opština v Srbsku, poblíž měst Lazarevac a Valjevo. Rozkládá se v údolí řeky Kolubara, nedaleko od Ibarské magistrály, hlavní cesty ze Srbska do Černé Hory. Podle údajů z roku 2011 žilo ve městě 3 249 obyvatel a v celé v opštině pak 15 341 obyvatel. 

## Bitva na Kolubaře
V  2. polovině listopadu 1914, během první světové války, došlo v blízkosti města k bitvě na Kolubaře, při které srbská armáda zastavila postup Rakousko-Uherska. Mezi padlými bylo i mnoho Čechů. 

## Železnice
První železniční trať vedoucí přes Lajkovac bylo postavena v roce 1908. Vedla tehdy z Obrenovace do Valjeva. O dva roky později město získalo další trať, která vedla do Mladenovace. Těsně před začátkem 1. světové války, začala stavba tratě do Čačaku, ale válečně operace její stavbu pozastavily. Rakousko-Uherská armáda tehdy město napadla a zničila velkou část infrastruktury. Poté však pokračovala ve stavbě trati. Trať byla dokončena v roce 1921 a spojovala Lajkovac se Sarajevem a s mořskými přístavy Dubrovník a Herceg Novi.
O několik let později byla trať do Obrenovace prodloužena do Bělehradu, což z města udělalo železniční uzel velkého významu. V současnosti tato trať vede z Bělehradu až do Baru a zajišťuje Černé Hoře železniční propojení se zbytkem Evropy.

## Sídla
Součástí opštiny jsou kromě města Lajkovac i tyto vesnice:
| - Jabučje - Bogovađa - Nepričava - Vračević - Donji Lajkovac - Lajkovac (vesnice) - Rubribreza - Markova Crkva - Ratkovac | - Pridvorica - Mali Borak - Skobalj - Pepeljevac - Slovac - Stepanje - Strmovo - Bajevac - Ćelije |

## Galerie

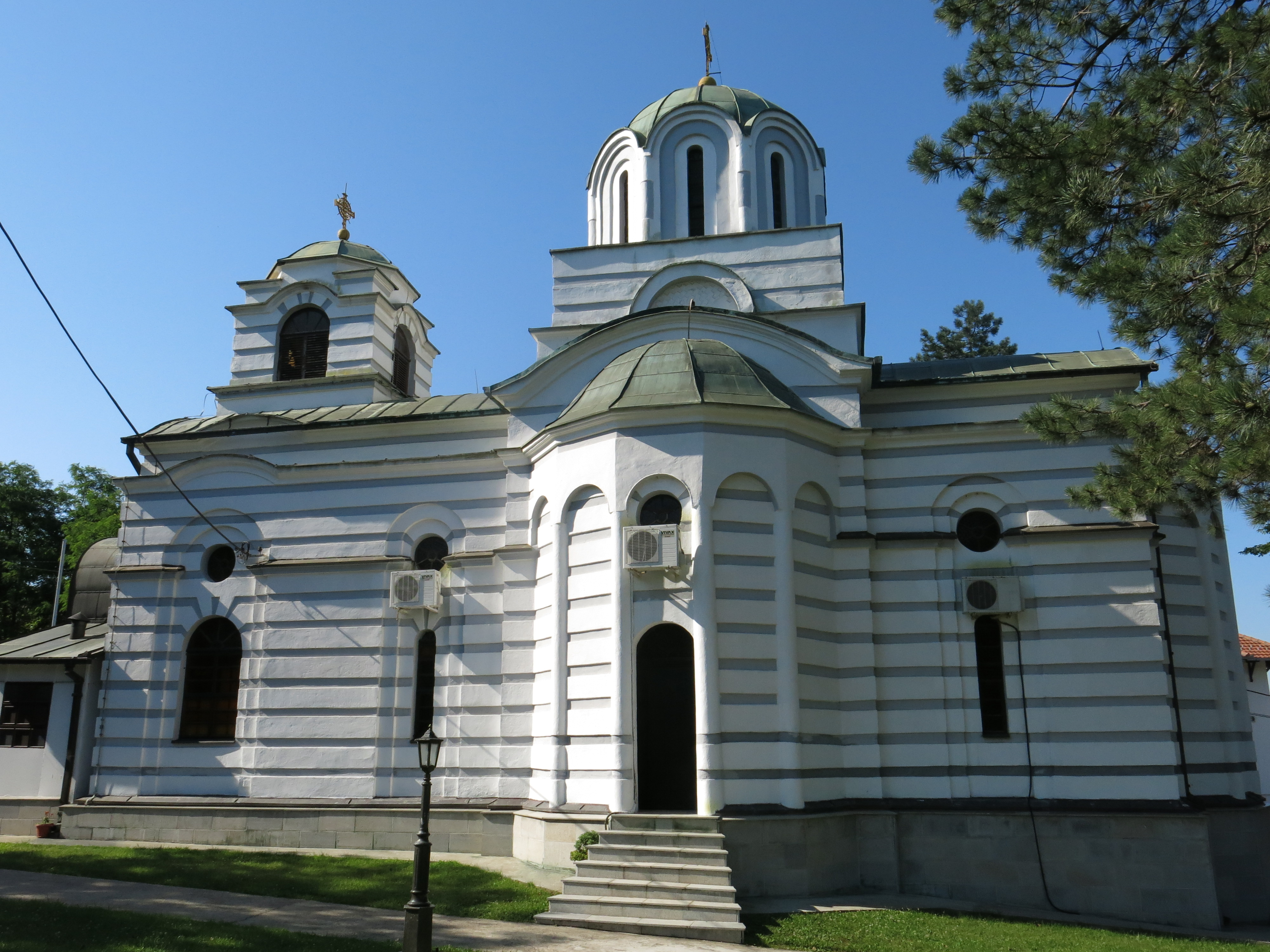
Kostel svatého Dimitrije
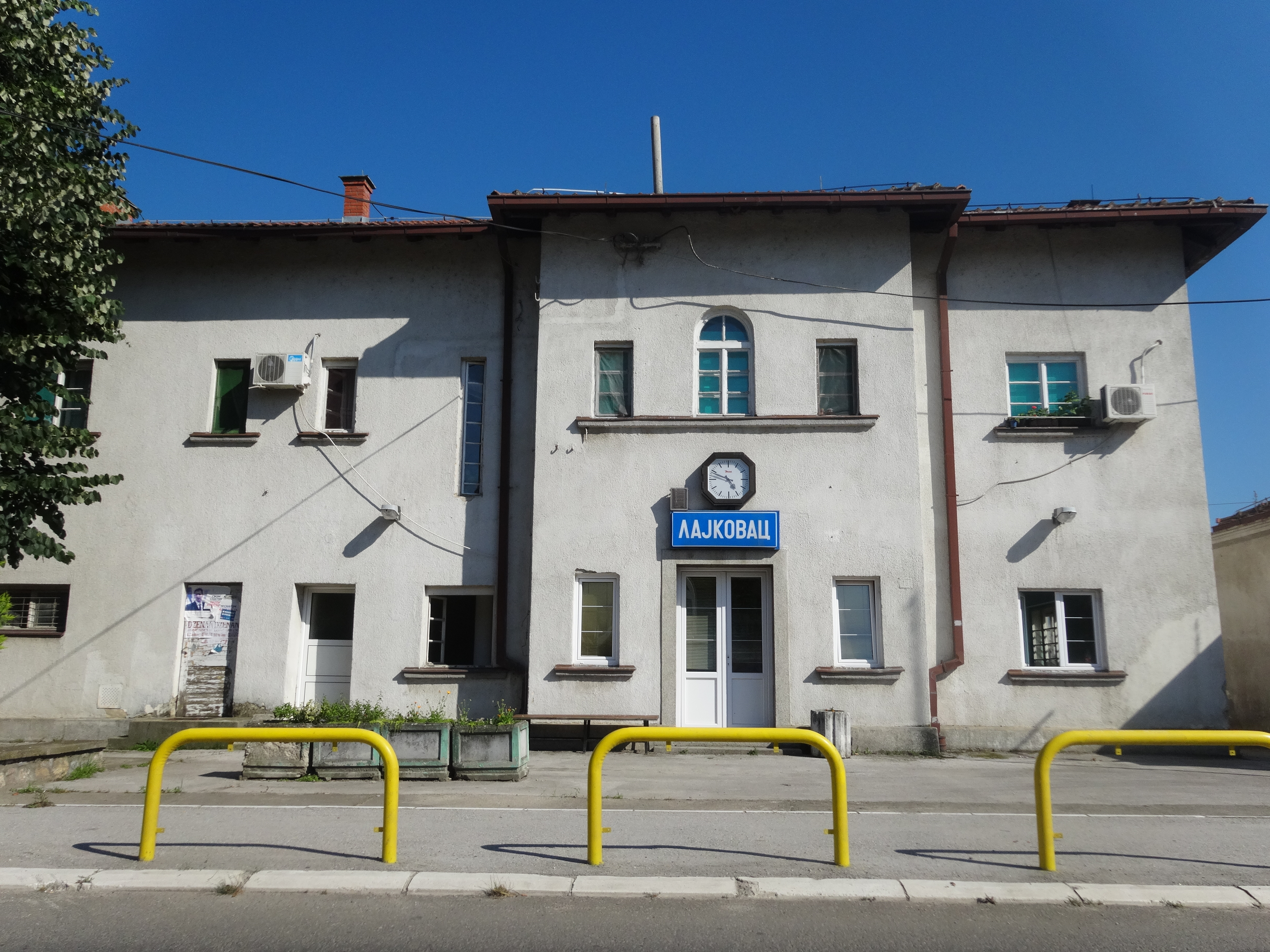
Železniční stanice
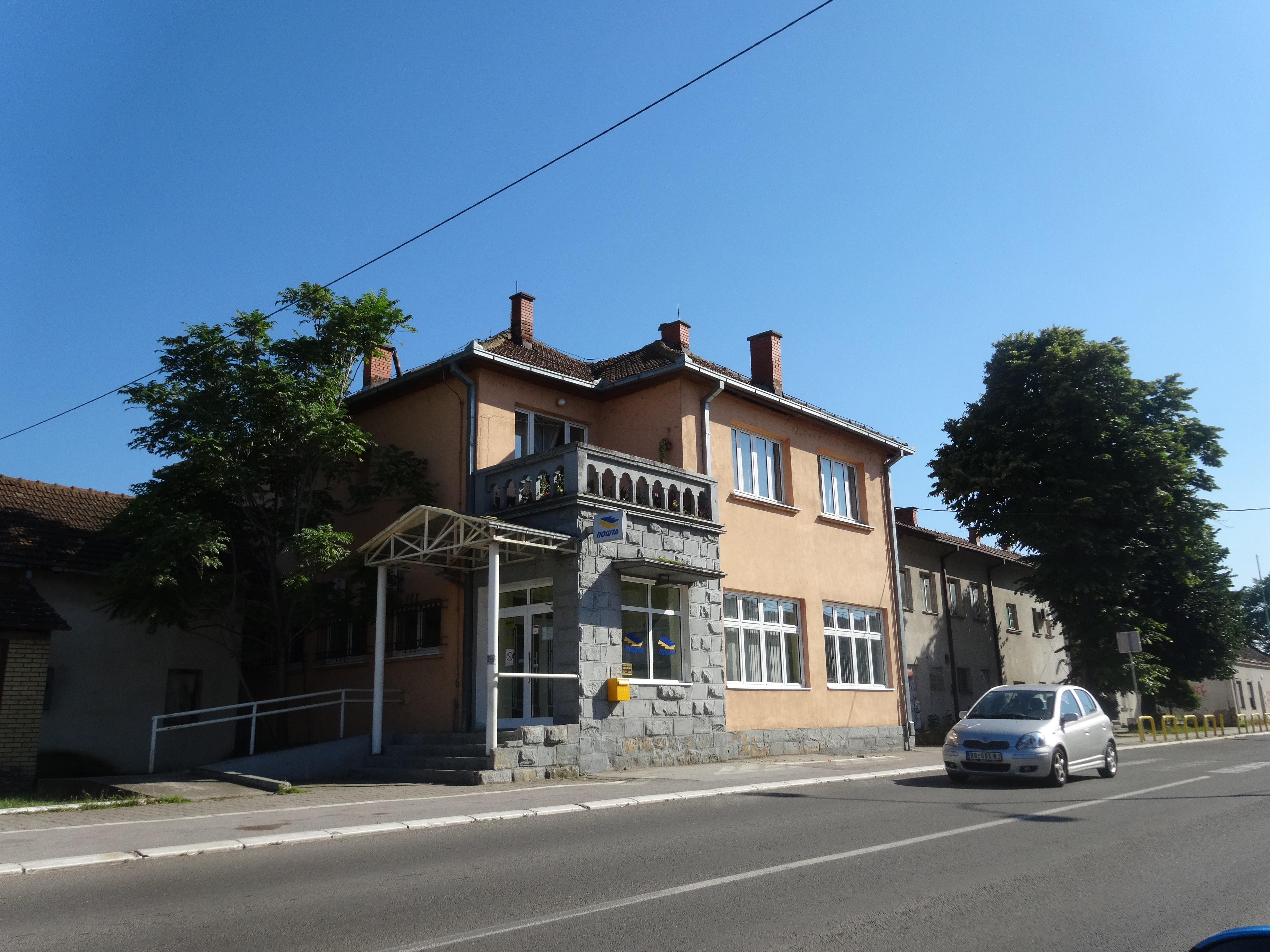
Místní pošta
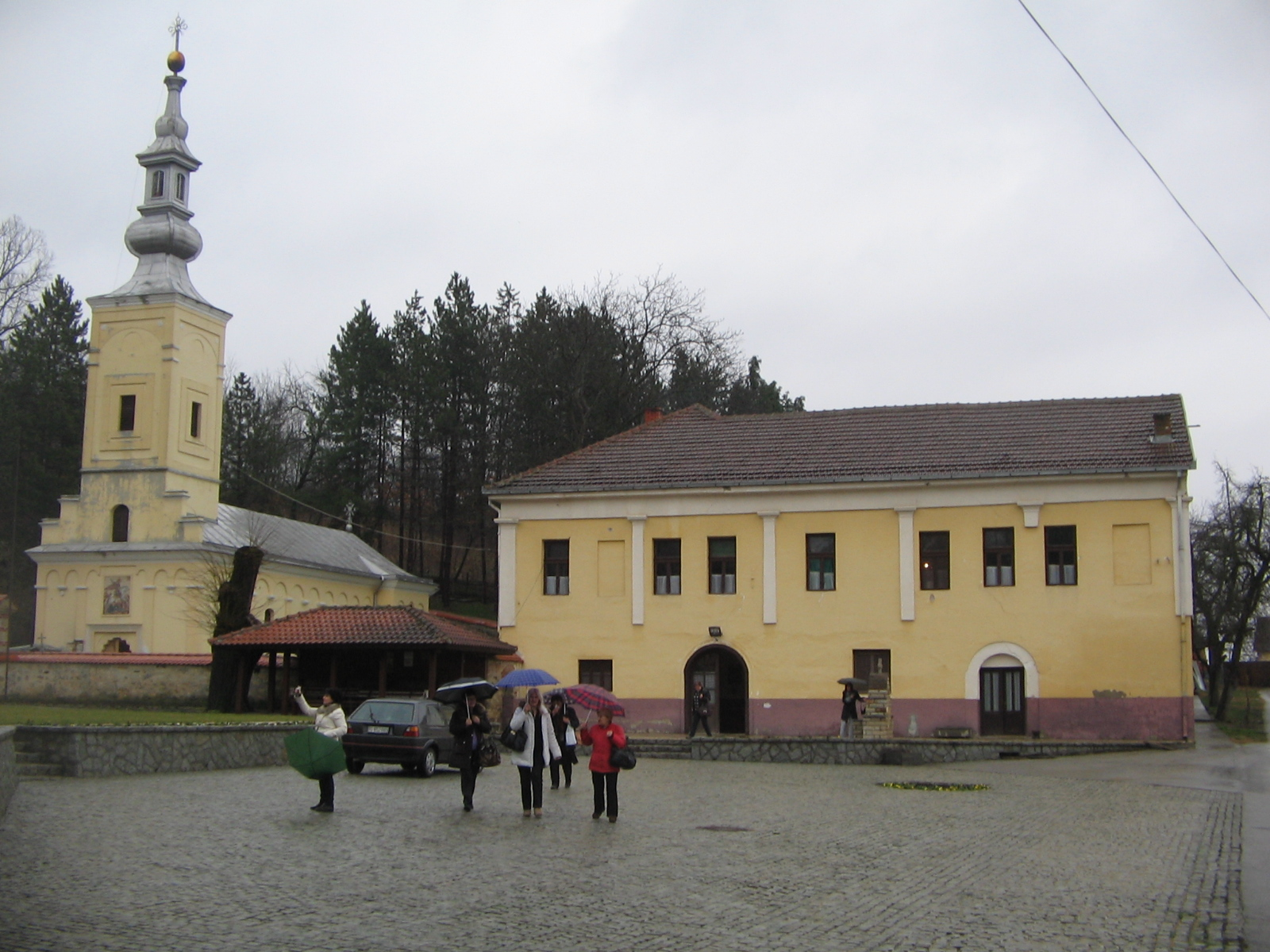
Klášter Bogovađa